# Электрическая дисковая пила

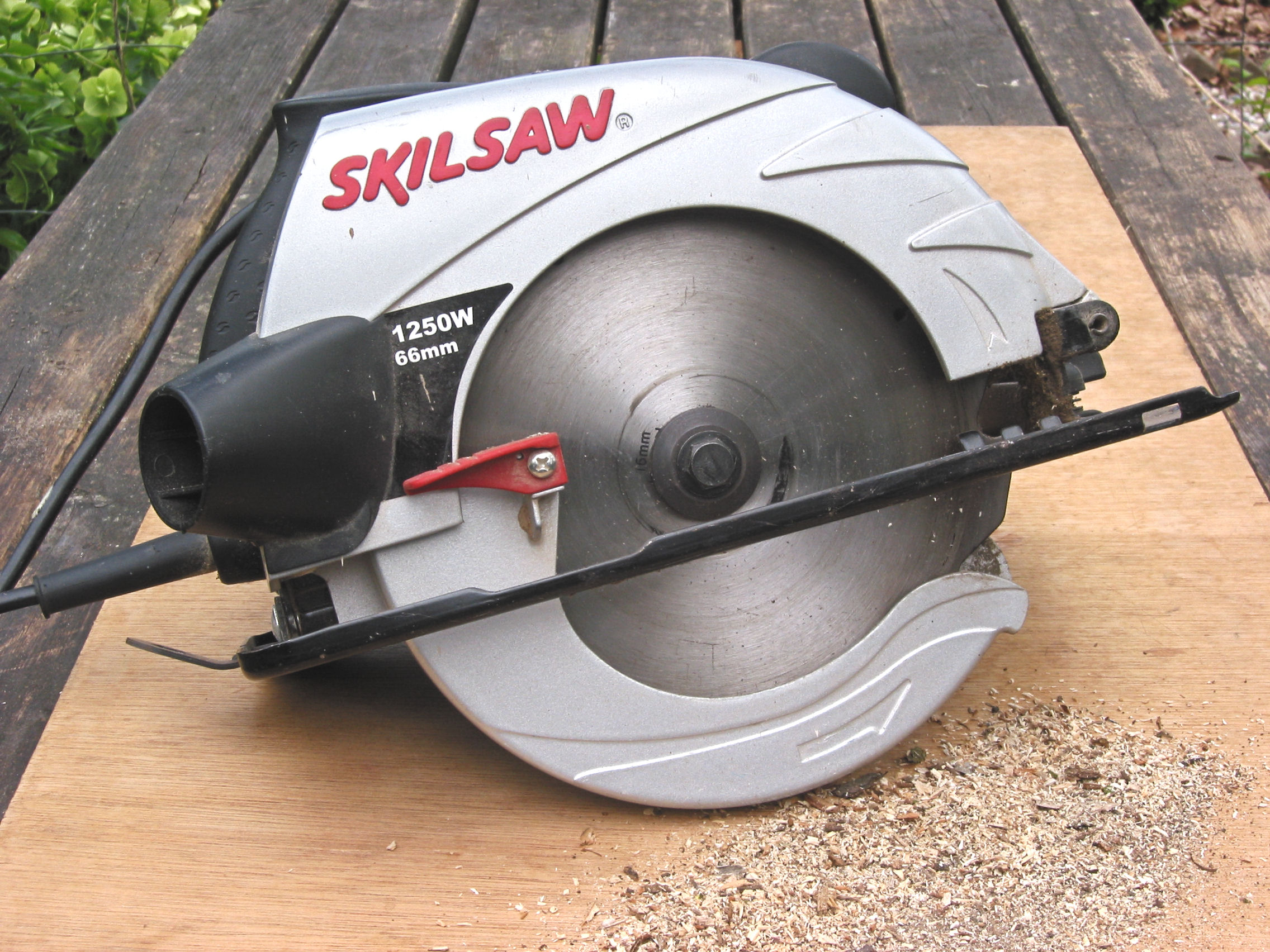
Электрическая дисковая пила фирмы Skil

Электрическая дисковая пила — пила с рабочим органом в виде диска с режущими зубьями, подвид дисковой пилы, разновидность электроинструмента. С помощью дисковых пил можно производить прямолинейный раскрой материалов.
Привод диска производится от электромотора который получает питание от сетевого шнура или же от аккумулятора (в аккумуляторных пилах).
Как правило дисковые пилы предназначены для раскроя дерева, тем не менее при применении специальных дисков можно качественно и быстро раскраивать плотные листовые материалы (ламинат, бакелитовую или обычную фанеру), цветные металлы, пластик.
Дисковые пилы могут быть выпущены производителем как под правую, так и под левую руку.
Конструкция дисковых пил предусматривает наклон пильного диска до 45÷50 градусов к основанию, регулировку глубины пропила. Погружные дисковые пилы позволяют производить резание не с края материала, врезаясь в него на нужную глубину в произвольной точке.